# Kurt Voigt (Fußballspieler)
Kurt Voigt (* 10. Februar 1928 in Bocholt; † 9. Mai 1973 ebenda) war ein deutscher Fußballspieler.

## Leben
Kurt Voigt wuchs im westfälischen Bocholt auf und begann in der Jugend des 1. FC Bocholt mit dem Fußballspielen. Nach dem Ende des Zweiten Weltkriegs wurde der 17-Jährige wesentlicher Bestandteil der neuaufgebauten ersten Mannschaft des Vereins, die er 1949/50 zum Aufstieg in die damals höchste Amateurspielklasse, die Landesliga Niederrhein, führte. 1952 zog es ihn beruflich in die Schweiz und er schloss sich dem FC Biel-Bienne, Schweizer Meister von 1947 und Vizemeister 1948, an. Dieser war gerade in die Nationalliga B abgestiegen und Kurt Voigt verhalf ihm in der Saison 1952/53 mit 16 Toren zum Wiederaufstieg. In der Schweizer Nationalliga A folgte jedoch in der Spielzeit 1953/54 der direkte Wiederabstieg. Kurt Voigt kehrte daraufhin nach Deutschland zurück und schloss sich wieder seinem Heimatverein 1. FC Bocholt an. Als Mannschaftskapitän sorgte er mit 20 Toren in der Bezirksklassesaison 1955/56 für den Wiederaufstieg des Vereins in die Landesliga. Drei Jahre später führte der gelernte Mittelläufer die Bocholter Mannschaft zum Aufstieg in die Verbandsliga Niederrhein. Nach einer schweren Knieverletzung musste er während der Saison 1961/62 seine Spielerlaufbahn beenden, zeitgleich übernahm er in der Rückrunde das Traineramt von Paul Zielinski.
Nach seinem verletzungsbedingten Karriereende war er in den 1960er Jahren zudem Trainer des VfL Rhede, VfL Ramsdorf, TuS Borken und von Westfalia Gemen.